# Presidente del Parlamento della Georgia
Il Presidente del Parlamento della Georgia è il più alto funzionario del Parlamento della Georgia, eletto dal parlamento durante la nuova legislatura, nella prima sessione, per la durata del suo mandato, a scrutinio segreto. Dirige i lavori del Parlamento, assicura la libera espressione delle opinioni, firma gli atti adottati dal Parlamento ed esercita gli altri poteri previsti dal Regolamento.
Il primo presidente del parlamento in Georgia è stato introdotto nel 1918, dopo la dichiarazione d'indipendenza della Repubblica Democratica di Georgia. Prima della convocazione dell'Assemblea costituente, la dichiarazione d'indipendenza della Georgia è stata presentata al Consiglio direttivo della Georgia dal Consiglio nazionale, che doveva essere composto da rappresentanti delle minoranze nazionali. Nikolay Chkheidze è diventato il suo primo presidente. L'8 ottobre 1918, il Consiglio nazionale della Georgia fu ribattezzato Parlamento della Georgia, e dal 12 marzo 1919 al 25 febbraio 1921 Assemblea costituente della Georgia.
Dopo il ripristino dell'indipendenza della Georgia, il più alto organo rappresentativo della Georgia era il Consiglio supremo della Repubblica di Georgia; Dal 4 novembre 1992 è chiamato Parlamento della Georgia.

## Lista dei presidenti

### Presidente del Consiglio nazionale
- Nikolay Chkheidze 26 marzo 1918 – 8 ottobre 1918

### Presidente dell'Assemblea parlamentare
- Nikolay Chkheidze 8 ottobre 1918 – 12 marzo 1919

### Presidente dell'Assemblea costituente
- Nikolay Chkheidze 12 marzo 1919 – 25 febbraio 1921

### Presidente del Parlamento
- Nikolay Chkheidze 25 febbraio 1921 – 16 marzo 1921

### Presidenti del Consiglio supremo
| № | Nome (Nascita–Morte)           | Immagine | Inizio           | Fine           | Partito                              |
| - | ------------------------------ | -------- | ---------------- | -------------- | ------------------------------------ |
| 1 | Zviad Gamsakhurdia (1939–1993) |          | 14 novembre 1990 | 14 aprile 1991 | Tavola Rotonda — Georgia Libera      |
| 2 | Akaki Asatiani (1953–)         |          | 14 aprile 1991   | 2 gennaio 1992 | Unione dei Tradizionalisti Georgiani |

### Presidente del Parlamento della Georgia
| № | Nome (Nascita–Morte)          | Immagine | Inizio          | Fine             | Partito                            |
| - | ----------------------------- | -------- | --------------- | ---------------- | ---------------------------------- |
| 1 | Vakhtang Goguadze (1940–2007) |          | 4 novembre 1992 | 25 novembre 1995 | Unione dei Cittadini della Georgia |

### Presidente del Parlamento georgiano
| №   | Nome (Nascita–Morte)            | Immagine         | inizio           | Fine                      | Partito                                                                                 |
| --- | ------------------------------- | ---------------- | ---------------- | ------------------------- | --------------------------------------------------------------------------------------- |
| 1   | Eduard Shevardnadze (1928–2014) |                  | 4 novembre 1992  | 25 novembre 1995          | Indipendente                                                                            |
| 2   | Zurab Zhvania (1963–2005)       |                  | 25 novembre 1995 | 20 novembre 1999          | Unione dei Cittadini della Georgia                                                      |
| 2   | Zurab Zhvania (1963–2005)       | 20 novembre 1999 | 1º novembre 2001 |                           | Unione dei Cittadini della Georgia                                                      |
| 3   | Nino Burjanadze (1964–)         |                  | 9 novembre 2001  | 22 aprile 2004            | Unione dei Cittadini della Georgia ↓ Burjanadze-Democratici ↓ Movimento Nazionale Unito |
| (3) | Nino Burjanadze (1964–)         | 22 aprile 2004   | 7 giugno 2008    | Movimento Nazionale Unito |                                                                                         |
| 4   | Davit Bakradze (1972–)          |                  | 7 giugno 2008    | 21 ottobre 2012           | Movimento Nazionale Unito                                                               |
| 5   | David Usupashvili (1968–)       |                  | 21 ottobre 2012  | 18 novembre 2016          | Partito Repubblicano di Georgia (Sogno Georgiano)                                       |
| 6   | Irak'li K'obakhidze (1978–)     |                  | 18 novembre 2016 | 21 giugno 2019            | Sogno Georgiano                                                                         |
| 7   | Tamar Chugoshvili (1984–)       |                  | 21 giugno 2019   | 25 giugno 2019            | Sogno Georgiano                                                                         |
| 8   | Archil Talakvadze (1983–)       |                  | 25 giugno 2019   | in carica                 | Sogno Georgiano                                                                         |